# Linguatec
A Linguatec Sprachtechnologien GmbH é uma empresa alemã, considerada líder de mercado em tecnologia linguística e especializou-se nas áreas da Tradução automática, Síntese de voz e Reconhecimento de fala. A Linguatec foi fundada em 1996 em Munique e tem a sua sede em Pasing.
Foi sobretudo reconhecida pelas suas ofertas online gratuitas, p.ex. o dicionário LinguaDict ou o tradutor de texto integral PT Online, operados pela Linguatec.
A Linguatec recebeu inúmeros prémios como reconhecimento pelos seus produtos inovadores, entre os quais três vezes o European Information Society Technologies Prize. Este prémio é atribuído desde 1995 para reconhecer o desenvolvimento de produtos especialmente inovadores na área da tecnologia da informação.
Na sua página de Internet deram um grande passo em direcção a uma Internet sem barreiras. Com o serviço online Voice Reader Web é possível que as informações disponibilizadas sejam lidas por uma síntese de voz de alta qualidade, em qualquer um dos idiomas à disposição.

## Áreas centrais
- Tradução automática

O Personal Translator (sete pares de idiomas) efectua traduções, nas diferentes versões que vão desde "para o uso doméstico" até aplicações empresariais profissionais para a Intranet da própria empresa. Adicionalmente são oferecidos dicionários técnicos para aumentar o vocabulário padrão.
- Síntese de voz

O programa de síntese de voz Voice Reader lê para si, de forma relativamente natural, textos em doze idiomas: Alemão, Inglês britânico, Inglês americano, Francês, Francês canadiano, Espanhol, Espanhol mexicano, Italiano, Neerlandês, Português, Checo, Chinês
- Reconhecimento de fala

O Voice Pro tem como base a tecnologia ViaVoice da IBM. Existe software especial para médicos e advogados.

## Patente
- Em 2005 foi apresentado o pedido de patente para uma nova tecnologia híbrida desenvolvida, que utiliza a inteligência de redes neuronais para a tradução automática.

## Prémios
- Prémio Beyond Babel do European IT Prize em 2004
- Vencedor na qualidade de melhor reconhecimento de fala, pela fundação alemã Stiftung Warentest em 2004
- European IT Prize – melhor reconhecimento de fala aplicado em 1998
- European IT Prize – melhor tradução automática em 1996

## Estudos
- 2005 Universidade de Ratisbona: Teste de utilização do Voice Reader
- 2002 Instituto Fraunhofer para gestão do trabalho e Organização IAO: Estudo sobre a eficácia da tradução automática